# Årets ölänning
Årets ölänning är ett pris som delas ut en jury utsedd av tidningen Barometern och P4 Kalmar, på intiativ av Barometerns fd redaktionschef Sture Arvidsson. Utmärkelsen som sker i form av Sollidenpriset delas numera ut av H M Konung Carl XVI Gustaf på dennes sommarslott Solliden i Räpplinge socken nära Borgholm. Det sker i mitten av sommaren.
Priset ges till "bofast ölänning, varaktig sommarölänning eller person från annat håll som gjort bestående insats till Ölands fromma". Det kan vara en personlig insats eller prestation, men också ett initiativ som främjar öns intressen och utveckling.

## Pristagare
- 1980 Anna Rydstedt, författare
- 1981 Bertil Palm, fil. dr, konsthistoriker, museichef
- 1982 Ulla Severin, sångerska
- 1983 Hjalmar Nilsson, folklivsberättare
- 1984 Carl-Gustaf Nilsson, friidrottare
- 1985 Sune Danielson, gallerist
- 1986 Margit Friberg, författare
- 1987 Lage Nilsson, arkivarie, ortnamnsforskare
- 1988 Per-Olof Amnér, bankdirektör, entreprenör
- 1989 Rolf Attoff, krögare
- 1990 Sven Ekberg, radioman
- 1991 Christina (Kiki) Lundh, arkeolog, journalist
- 1992 Karin Fransson, traktör
- 1993 Marianne Jönsson, politiker
- 1994 Staffan Rodebrand, ornitolog, ekolog
- 1995 Ulf Erik Hagberg, fil.dr, arkeolog
- 1996 H.M. Konung Carl XVI Gustaf
- 1997 Jim Rudolfsson, slottskastellan
- 1998 Sven-Göthe Lidheim, företagare, entreprenör
- 1999 Göran OT Dahlberg, skolchef
- 2000 Börge Kamras, gallerist
- 2001 Johan Danielsson, lantbrukare
- 2002 Lennart Sjögren, poet, konstnär
- 2003 Lif Henell, regissör
- 2004 Josef Weichl, krögare
- 2005 Boris Bravin, tivoliägare
- 2006 Stina-Clara Hjulström, sjuksköterska, ordförande i Svenska Demensförbundet
- 2007 Kay Wiestål, entreprenör, anordnare av Victoriadagen på Öland
- 2008 Anders Nilsson, kulturhistoriker, museichef
- 2009 Ragnhild Boström, fil. dr, antikvarie
- 2010 Anna Barkevall, verkst. direktör[1]
- 2011 Anne Vilks, kulturproducent[2]
- 2012 Lars Trofast, musiker[3]
- 2013 Per Hallberg, ljudtekniker[4]
- 2014 Arne Svensson, friidrottare[5]
- 2015 Kim Nilsson, innebandyspelare[6]
- 2016 Hanna Karlsson, lantbrukare, bloggare[7]
- 2017 Dave Karlsson, entomolog[8]
- 2018 H.K.H.  Kronprinsessan Victoria
- 2019 Pav Johnsson, ekolog
- 2020 Gillis Dahlström, kock, kroppkaksspecialist
- 2021 Ann-Charlotte (Lotta) Sjöberg, keramiker, hamnutvecklare
- 2022 Jan-Henrik Fallgren, fil. dr, arkeolog
- 2023 Britt-Marie (Bitte)  Börjesson, idrottsledare
- 2024 Ulla-Britt Andersson, läkare, botaniker
- 2025 Pär (Pelle) Aldestam, konsertarrangör[9]